# Бишкинь (село)
Бишки́нь (укр. Бишкінь) — село,
Бишкинский сельский совет,
Сумской Район,
Сумская область,
Украина.

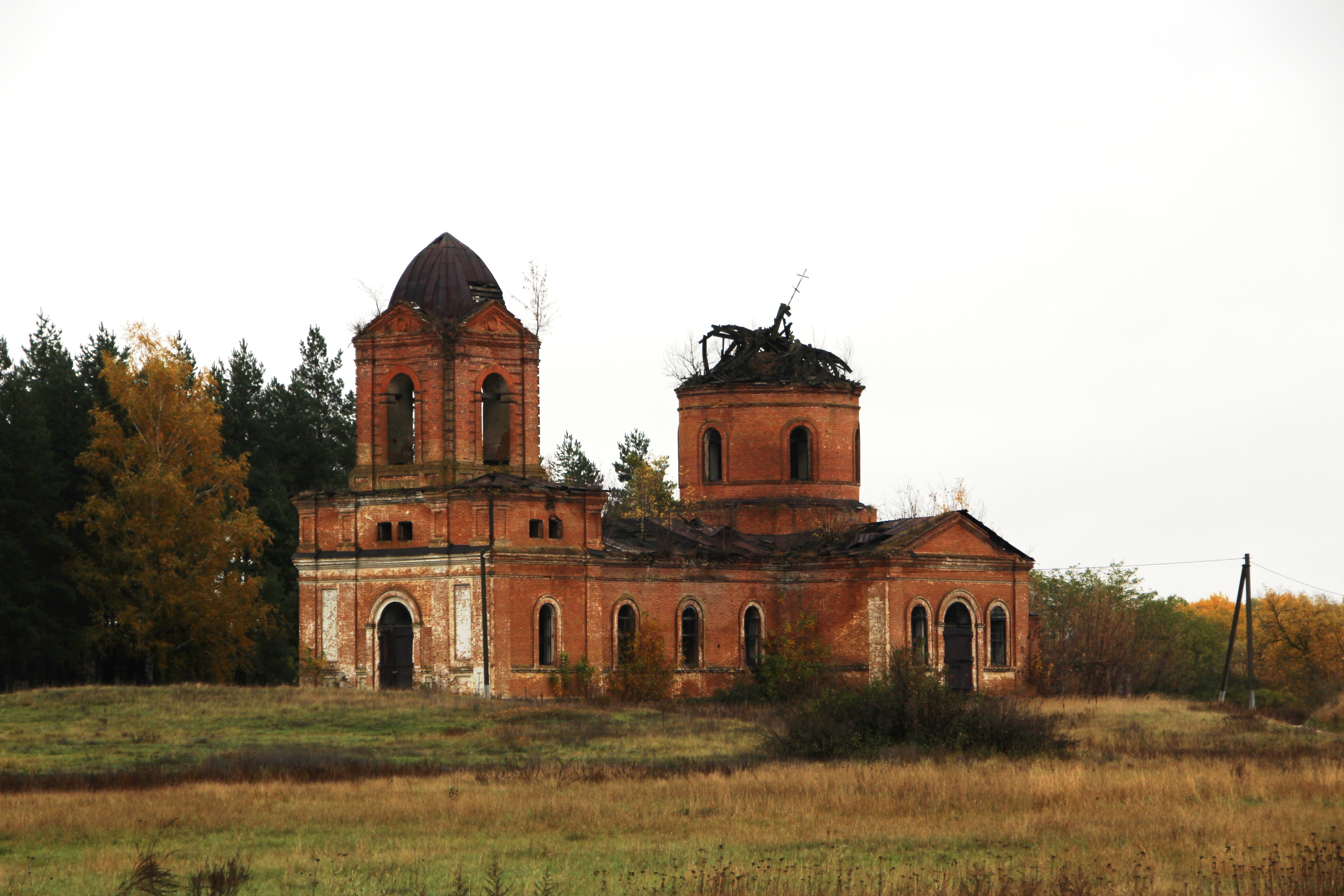
Руины Дмитровской церкви

Код КОАТУУ — 5922980401. Население по переписи 2001 года составляло 915 человек .
Является административным центром Бишкинского сельского совета, в который, кроме того, входят сёла
Овдянское,
Ревки и
Щетины.

## Географическое положение
Село Бишкинь находится на левом берегу реки Псёл в месте впадения в неё реки Легань,
выше по течению на расстоянии в 4 км расположено село Староново,
ниже по течению на расстоянии в 2 км расположено село Кудановка (Лебединский городской совет),
на противоположном берегу — село Даценковка,
выше по течению реки Легань на расстоянии в 2,5 км расположено село Ревки.
К селу примыкает небольшой лесной массив (сосна).
Через село проходит автомобильная дорога Т-1909.

## История
- Село Бишкинь основано в 1678 году выходцами из Змеевского уезда.
- На околице села Бишкинь обнаружено поселение бронзового, раннего железного века и средневековья.

## Экономика
- Молочно-товарная ферма.
- «Бишкинское», ООО.

## Объекты социальной сферы
- Детский сад.
- Школа.

## Известные люди
- Сергеев Алексей Маркелович (1913-1943 г.) — Герой Советского Союза, похоронен в селе Бишкинь.

## Достопримечательности
- Братская могила советских воинов, памятник 26 офицерам и солдатам Советской Армии.